# Gangway (Band)
Gangway sind eine dänische Popband, die von 1982 bis 1998 existierte und seit 2017 wieder aktiv ist.

## Geschichte
Gangway wurde im Jahr 1982 von Henrik Balling, Allan Jensen und Jan Christensen in Kopenhagen gegründet. Anfangs hießen sie noch Unforced Error und spielten düsteren New Wave. Nach einigen Konzerten wurde das Underground-Label Irmgardz auf sie aufmerksam, und sie erhielten einen Vertrag. 1984 kam ihr erstes Album The Twist auf den Markt und sollte in Dänemark über zehntausend Stück verkaufen. Zu dieser Zeit wurde Christensen von Gorm Ravn-Jonsen ersetzt.
1985 brachte die Band drei Musikvideos und zwei Singles heraus, von denen eine Anklang in der britischen Musikpresse fand. 1986 veröffentlichten Gangway ihr zweites Album namens Sitting in the Park mit der für diese Zeit typischen englischen Popmusik. Das Album erregte vor allem wegen des Liedes My Girl and Me Aufsehen in England und Dänemark. Im gleichen Jahr drehten sie in Österreich den Comedy-Film Gangway in Tyrol.
1987 unterschrieb die Band einen Vertrag mit PolyGram und brachte ein Jahr darauf das Album Sitting in the Park (Again!) heraus. 1990 unterschrieben sie dann bei Electra und veröffentlichten 1991 The Quiet Boy Ate the Whole Cake. Als das Label pleiteging, wurden sie Teil von BMG Ariola, und die alten Alben der Band wurden in Japan veröffentlicht. 1992 erschien das Album Happy Ever After, mit Cai Bojsen-Møller als neuem Mitglied. 1993 konnten sie mehrere dänische Musikpreise gewinnen, und das Album wurde der größte kommerzielle Erfolg Gangways.
Das 1994 erschienene Album Optimism war weniger erfolgreich, und nach einer Japantournee hörte Bojsen-Møller auf, bei der Band zu spielen. 1996 nahmen sie in London That's Life auf, das noch weniger Alben verkaufen konnte als der Vorgänger. Nach erfolglosen Konzerttouren löste sich die Band 1997 auf. 1998 brachte BMG ein Best-Of-Album heraus. Am 15. Juni 2018 erschien nach 20-jähriger Pause ihre neue Single "Colourful Combinations" und am 12. April 2019 ihr neues Album "Whatever It Is" als limitierte signierte LP und CD.